# Carpelimus danangensis
Carpelimus danangensis – gatunek chrząszcza z rodziny kusakowatych i podrodziny kozubków.
Gatunek ten opisany został po raz pierwszy w 2020 roku przez Michaiła Gildienkowa na łamach „Far Eastern Entomologist”. Jako lokalizację typową wskazano Đà Nẵng w wietnamskim Regionie Wybrzeża Południowo-Środkowego. Epitet gatunkowy odnosi się do miejsca typowego.
Chrząszcz o wydłużonym ciele długości 1,9 mm, lekko błyszczącym, ubarwionym czarnobrązowo z żółtobrązowymi odnóżami i czułkami, porośniętym jasnymi i krótkimi szczecinkami. Głowa jest szersza niż dłuższa, u nasady szczególnie szeroka, w części szyjnej wyraźnie zwężona, dość grubo i gęsto punktowana, o zaokrąglonych skroniach, równych im długością, niewielkich i słabo wypukłych oczach złożonych, zaopatrzona w dość krótkie czułki  z członami od pierwszego do trzeciego wydłużonymi, od czwartego do szóstego tak długimi jak szerokimi, od siódmego do dziesiątego poprzecznymi, a jedenastym stożkowatym. Przedplecze jest dość grubo i gęsto punktowane, a na jego dysku znajduje się słabo widoczny, owalny wcisk podłużny w części środkowo-przedniej, para owalnych wcisków pośrodku i para półksiężycowatych wcisków u podstawy. Boki przedplecza są zaokrąglone. Okrągłe, płytkie wciski zdobią tarczkę. Pokrywy są pokryte dość dużymi, stosunkowo delikatnymi i gęsto rozmieszczonymi punktami. Powierzchnia odwłoka jest delikatnie szagrynowana.
Owad orientalny, endemiczny dla Wietnamu, znany tylko z miejsca typowego.